# وليد سليمان (كاتب)
وَلِيد سُلَيْمَان هو كاتب ومترجم وناشر تونسي، وهو مؤسس دار نشر منشورات وليدوف، ولد في 11 أبريل 1975 بمدينة تونس.

## مؤلفاته
- ساعة أينشتاين الأخيرة (مجموعة قصصية)، منشورات وليدوف 2008
- كوابيس مرحة (مجموعة قصصية)، منشورات وليدوف 2016